# Jungkook
Jeon Jung-kook (en hangul, 전정국; en hanja, 田柾國; Busan, 1 de septiembre de 1997), conocido como Jungkook (estilizado como Jung Kook), es un cantante surcoreano. Saltó a la fama como miembro y vocalista del grupo BTS. Tiene tres canciones interpretadas en solitario, que forman parte de la discografía de BTS —«Begin» en 2016, «Euphoria» en 2018 y «My Time» en 2020—; todas entraron en la lista Gaon Digital Chart de Corea del Sur. También grabó la canción «Stay Alive» para la banda sonora del webtoon 7Fates: Chakho. 
En 2022 participó en el sencillo «Left and Right» del cantante estadounidense Charlie Puth, que alcanzó el número 22 en la Billboard Hot 100. Posteriormente, se convirtió en el primer artista surcoreano en lanzar una canción oficial para la banda sonora de la Copa Mundial de Fútbol con «Dreamers», que interpretó en la ceremonia de inauguración de la edición de 2022. En 2023, Jungkook publicó su primer sencillo como solista «Seven» con Latto —que rompió múltiples récords en listas de música y de streaming—; debutó en el primer lugar en la Billboard Hot 100, Global 200 y Global Excl. US simultáneamente, por lo que fue el primer solista coreano en conseguirlo.

## Primeros años
Jungkook nació el 1 de septiembre de 1997, en Busan, Corea del Sur. Su familia consiste en su padre, su madre y un hermano mayor. Asistió a la escuela Baekyang en Busan, antes de convertirse en aprendiz y transferirse a la Singu Middle School en Seúl.
En 2011, Jungkook audicionó para participar en el programa de talentos Superstar K, cuando se realizaron audiciones en Daegu. A pesar de que no fue seleccionado, recibió ofertas de siete compañías de entretenimiento, entre ellas JYP Entertainment, Cube Entertainment, FNC Entertainment y Big Hit. Eventualmente decidió firmar con esta última empresa después de ver a RM, su compañero de BTS, interpretar rap. Como parte de su entrenamiento y previo a su debut, viajó a Los Ángeles durante el verano de 2012 para mejorar sus habilidades de baile en la academia Movement Lifestyle. En 2017 se graduó de la Escuela de Artes Escénicas de Seúl. A fecha de 2021, estudia Entretenimiento y Telecomunicación en la Global Cyber University.

## Carrera

### 2013-presente: BTS
Jungkook debutó como integrante de BTS el 12 de junio de 2013 y desde entonces, en su carrera como parte del grupo, ha interpretado tres canciones en solitario: «Begin», «Euphoria» y «My Time». «Begin» formó parte del segundo álbum de estudio de BTS Wings (2016); es una canción pop en la que Jungkook abordó su historia al mudarse a Seúl para convertirse en idol y expresó su gratitud hacia sus compañeros de grupo por cuidar de él durante ese tiempo. «Euphoria» es una pista que pertenece al género future bass y fue producida por DJ Swivel. Se lanzó junto con un video de nueve minutos el 5 de abril de 2018 como la introducción a la tercera parte de la serie «Love Yourself» de BTS. Posteriormente la versión completa se publicó en el álbum recopilatorio Love Yourself: Answer el 24 de agosto de 2018. En cambio, «My Time» es un tema R&B acerca de cómo renunció a experencias durante su adolescencia debido su carrera. La canción se incluyó en el álbum Map of the Soul: 7 (2020) y estuvo tanto en el número 84 en la Billboard Hot 100 como en el primer lugar en la World Digital Song Sales. Asimismo, «Begin» y «Euphoria» alcanzaron la primera posición en esta última lista.

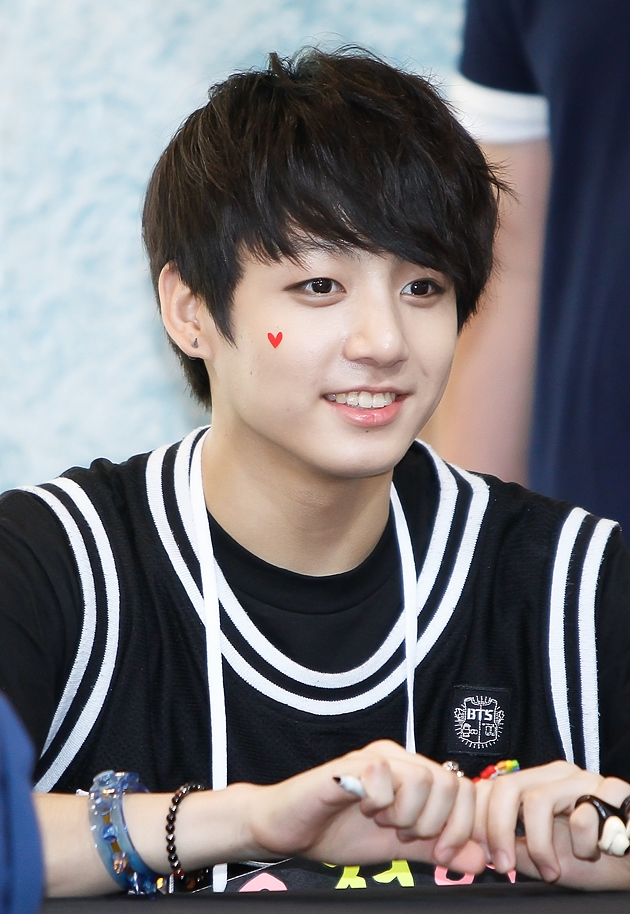
Jungkook en una firma de autógrafos, el 28 de julio de 2013.

Jungkook también ha producido dos canciones de BTS: «Love is Not Over», del EP The Most Beautiful Moment in Life Pt.1 (2015), y «Magic Shop», del álbum de estudio Love Yourself: Tear (2018). Por otro lado, el 25 de octubre de 2018, él y los demás integrantes de BTS recibieron la Orden al Mérito Cultural, específicamente la quinta clase (Hwagwan), otorgada por el Presidente de Corea del Sur. Similarmente, en julio de 2021 el presidente Moon Jae-in lo eligió —junto con los otros miembros de BTS— como Enviado Presidencial Especial para las Generaciones Futuras y la Cultura para «liderar la agenda global para las generaciones futuras, como el crecimiento sostenible» y «expandir los esfuerzos diplomáticos de Corea del Sur y su posición mundial» en la comunidad internacional.

### 2015-presente: Actividades en solitario

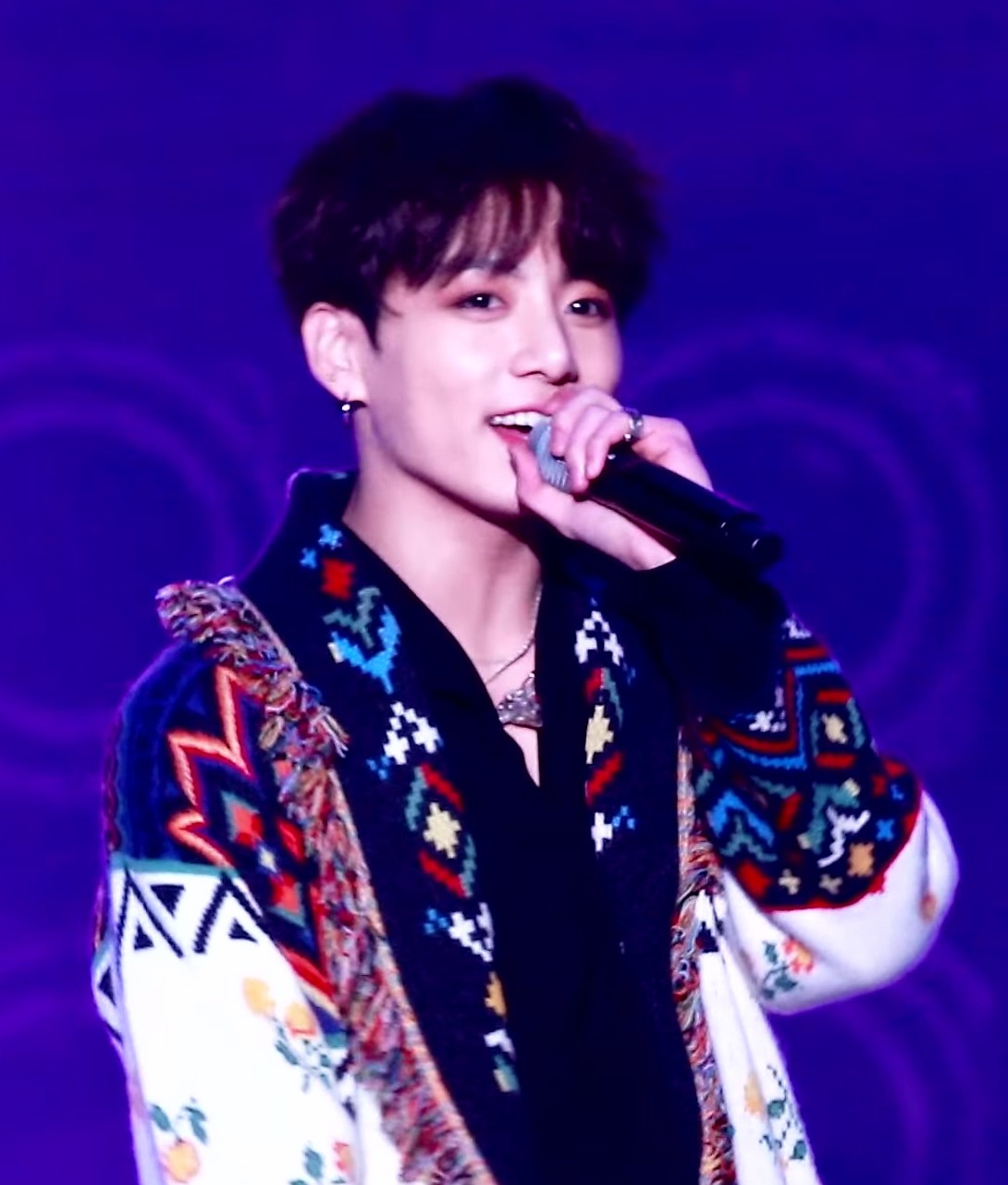
Jungkook interpretando «Boy With Luv» en el festival SBS Gayo Daejeon en 2018.

En septiembre de 2015, Jungkook participó en la campaña «One Dream One Korea» e interpretó una canción en colaboración con varios artistas coreanos en memoria de la Guerra de Corea. El tema se lanzó el 24 de septiembre y se presentó en el concierto One K Concert en Seúl el 15 de octubre del mismo año.
El 4 de junio de 2020 publicó la canción «Still With You» en la plataforma SoundCloud como parte de la celebración anual por el debut de BTS. En febrero de 2022, Jungkook interpretó la banda sonora del webtoon 7fates Chakho de BTS — titulada «Stay Alive»— y que además fue producida por Suga. La canción debutó en el número 95 en la Billboard Hot 100 y fue su primera entrada en la lista. Asimismo, estuvo entre las diez primeras de la Billboard Global Excl. U.S, en la octava posición, y entró en el número 89 en la Official Singles Chart en Reino Unido, por lo que fue la primera banda sonora en coreano en ingresar a este último conteo.

## Discografía

### Álbumes de estudio
| Año                                                                                    | Álbum | Posicionamiento en listas | Posicionamiento en listas | Posicionamiento en listas | Posicionamiento en listas | Posicionamiento en listas | Posicionamiento en listas | Certificaciones | Ventas |
| Año                                                                                    | Álbum | CAN                       | COR                       | EUA                       | EUA                       | JPN                       | JPN                       | Certificaciones | Ventas |
| Año                                                                                    | Álbum | CAN                       | COR                       | Billb. 200                | World                     | Hot                       | Oricon                    | Certificaciones | Ventas |
| -------------------------------------------------------------------------------------- | --- | ------------------------- | ------------------------- | ------------------------- | ------------------------- | ------------------------- | ------------------------- | --------------- | ------ |
| 2023                                                                                   | Golden - Lanzamiento: 3 de noviembre de 2023 - Discográfica: Big Hit Music - Formatos: CD, descarga digital y streaming | 4                         | 1                         | 2                         | —                         | 1                         | 1                         |                 |        |
| «—» indica que el álbum no alcanzó posición alguna o no fue lanzado en ese territorio. | |                           |                           |                           |                           |                           |                           |                 |        |

### Sencillos

#### Como artista principal
| Título                                                                            | Año  | Posición más alta | Posición más alta | Posición más alta | Posición más alta | Posición más alta | Posición más alta | Posición más alta | Certificaciones                                                    | Álbum                                         |
| Título                                                                            | Año  | CAN               | COR               | COR               | EUA               | EUA               | JPN               | RU                | Certificaciones                                                    | Álbum                                         |
| Título                                                                            | Año  | CAN               | Circle            | Billb.            | Hot 100           | World             | JPN               | RU                | Certificaciones                                                    | Álbum                                         |
| --------------------------------------------------------------------------------- | ---- | ----------------- | ----------------- | ----------------- | ----------------- | ----------------- | ----------------- | ----------------- | ------------------------------------------------------------------ | --------------------------------------------- |
| «Perfect Christmas» (con Jo Kwon, Lim Jeong-hee, Joo-hee y RM)                    | 2013 | —                 | 45                | —                 | —                 | —                 | —                 | —                 | N/A                                                                | Sin álbum                                     |
| «Still With You»                                                                  | 2020 | —                 | 32                | 23                | —                 | 1                 | 30                | —                 | N/A                                                                | Sin álbum                                     |
| «Stay Alive» (Prod. SUGA)                                                         | 2022 | 74                | 68                | 75                | 95                | 1                 | 44                | 89                | N/A                                                                | Sin álbum                                     |
| «My You»                                                                          | 2022 | —                 | 145               | —                 | —                 | 2                 | 37                | —                 | N/A                                                                | Sin álbum                                     |
| «Dreamers»                                                                        | 2022 | 90                | 7                 | —                 | —                 | 1                 | 6                 | —                 | N/A                                                                | FIFA World Cup Qatar 2022 Official Soundtrack |
| «Seven» (featuring Latto)                                                         | 2023 | 5                 | 2                 | 1                 | 1                 | —                 | 2                 | 3                 | - BPI: Plata - MC: Platino - RIAA: Platino - RIAJ: Oro - RMNZ: Oro | Golden                                        |
| «3D» (featuring Jack Harlow)                                                      | 2023 | 10                | 8                 | 3                 | 5                 | —                 | 7                 | 5                 | N/A                                                                | Golden                                        |
| «Too Much» (con The Kid Laroi y Central Cee)                                      | 2023 | 32                | 94                | —                 | 44                | —                 | —                 | 10                | N/A                                                                | The First Time                                |
| «Standing Next to You»                                                            | 2023 | 30                | 6                 | 3                 | 5                 | —                 | 12                | 6                 | N/A                                                                | Golden                                        |
| «Never Let Go»                                                                    | 2024 | —                 | 52                | —                 | —                 | —                 | 33                | 60                | N/A                                                                | Sin álbum                                     |
| «—» indica que la canción no alcanzó posición alguna o no fue lanzada en el país. |      |                   |                   |                   |                   |                   |                   |                   |                                                                    |                                               |

#### Como artista invitado
| Título                                                                            | Año  | Posición más alta | Posición más alta | Posición más alta | Posición más alta | Posición más alta | Posición más alta | Posición más alta | Posición más alta | Álbum   |
| Título                                                                            | Año  | AUS               | CAN               | COR               | COR               | EUA               | EUA               | JPN               | RU                | Álbum   |
| Título                                                                            | Año  | AUS               | CAN               | Circle            | Songs             | Hot 100           | World             | JPN               | RU                | Álbum   |
| --------------------------------------------------------------------------------- | ---- | ----------------- | ----------------- | ----------------- | ----------------- | ----------------- | ----------------- | ----------------- | ----------------- | ------- |
| «Left and Right» (con Charlie Puth)                                               | 2022 | 19                | 17                | 19                | 5                 | 22                | —                 | 13                | 41                | Charlie |
| «—» indica que la canción no alcanzó posición alguna o no fue lanzada en el país. |      |                   |                   |                   |                   |                   |                   |                   |                   |         |

### Otras canciones
| Título                | Año  | Formato                     | Notas               | Ref    |
| --------------------- | ---- | --------------------------- | ------------------- | ------ |
| «Like a Star»         | 2013 | Descarga digital, streaming | Con RM              | [ 46 ] |
| «One Dream One Korea» | 2015 | Descarga digital, streaming | Con varios artistas | [ 47 ] |
| «I Know»              | 2016 | Descarga digital, streaming | Con RM              | [ 48 ] |
| «I'm in Love»         | 2016 | Descarga digital, streaming | Con Lady Jane       | [ 49 ] |

#### En listas
| «Begin»                                                                           | 2016 | —  | 27 | —  | 1 | N/A         | Wings                 |
| «Euphoria»                                                                        | 2018 | 86 | 11 | —  | 1 | - RIAJ: Oro | Love Yourself: Answer |
| «My Time»                                                                         | 2020 | —  | 21 | 84 | 1 | N/A         | Map of the Soul: 7    |
| «Seven» (Explicit)                                                                | 2023 | —  | 47 | —  | — | N/A         | Golden                |
| «Closer to You» (con Major Lazer)                                                 | 2023 | —  | 88 | —  | — | N/A         | Golden                |
| «Yes or No»                                                                       | 2023 | —  | 62 | —  | — | N/A         | Golden                |
| «Please Don't Change» (con DJ Snake)                                              | 2023 | —  | 92 | —  | — | N/A         | Golden                |
| «Hate You»                                                                        | 2023 | —  | 70 | —  | — | N/A         | Golden                |
| «Somebody»                                                                        | 2023 | —  | 96 | —  | — | N/A         | Golden                |
| «Too Sad to Dance»                                                                | 2023 | —  | 84 | —  | — | N/A         | Golden                |
| «Shot Glass of Tears»                                                             | 2023 | —  | 97 | —  | — | N/A         | Golden                |
| «—» indica que la canción no alcanzó posición alguna o no fue lanzada en el país. |      |    |    |    |   |             |                       |

### Composiciones
Todas las canciones han sido adaptadas de la base de datos de la Korea Music Copyright Association.
| Canción                     | Año  | Álbum                                            | Artista  |
| --------------------------- | ---- | ------------------------------------------------ | -------- |
| «We Are Bulletproof Pt. 2»  | 2013 | 2 Cool 4 Skool                                   | BTS      |
| «No More Dream»             | 2013 | 2 Cool 4 Skool                                   | BTS      |
| «Outro: Circle Room Cypher» | 2013 | 2 Cool 4 Skool                                   | BTS      |
| «Outro: Love Is Not Over»   | 2015 | The Most Beautiful Moment in Life, Part 1        | BTS      |
| «Run»                       | 2015 | The Most Beautiful Moment in Life, Part 2        | BTS      |
| «Dead Leaves»               | 2016 | The Most Beautiful Moment in Life: Young Forever | BTS      |
| «Run» (Alternative mix)     | 2016 | The Most Beautiful Moment in Life: Young Forever | BTS      |
| «Love Is Not Over»          | 2016 | The Most Beautiful Moment in Life: Young Forever | BTS      |
| «Run» (Ballad mix)          | 2016 | The Most Beautiful Moment in Life: Young Forever | BTS      |
| «Introduction: Youth»       | 2016 | Youth                                            | BTS      |
| «Magic Shop»                | 2018 | Love Yourself: Tear                              | BTS      |
| «My Time»                   | 2020 | Map of the Soul: 7                               | BTS      |
| «Still With You»            | 2020 | Sin álbum                                        | Jungkook |
| «Your Eyes Tell»            | 2020 | Map of the Soul: 7 -The Journey-                 | BTS      |
| «Outro: The Journey»        | 2020 | Map of the Soul: 7 -The Journey-                 | BTS      |
| «In the Soop»               | 2020 | Sin álbum                                        | BTS      |
| «Telepathy»                 | 2020 | Be                                               | BTS      |
| «Stay»                      | 2020 | Be                                               | BTS      |
| «Film Out»                  | 2021 | BTS, the Best                                    | BTS      |
| «Dreamers»                  | 2022 | FIFA World Cup Qatar 2022 Official Soundtrack    | Jungkook |

## Premios y nominaciones
| Premiación               | Año  | Categoría                                  | Nominado/trabajo                    | Resultado | Ref.   |
| ------------------------ | ---- | ------------------------------------------ | ----------------------------------- | --------- | ------ |
| The Fact Music Awards    | 2023 | Mejor música (Otoño)                       | «Seven» (featuring Latto)           | Nominado  | [ 54 ] |
| The Fact Music Awards    | 2023 | Premio IdolPlus a la popularidad           | Jungkook                            | Nominado  | [ 55 ] |
| iHeartRadio Music Awards | 2023 | Mejor video musical                        | «Left and Right» (con Charlie Puth) | Nominado  | [ 56 ] |
| Japan Gold Disc Awards   | 2023 | Canción del año por streaming – Occidental | «Left and Right» (con Charlie Puth) | Ganador   | [ 57 ] |
| MTV Millennial Awards    | 2019 | Instagramer global                         | Jungkook                            | Ganador   | [ 58 ] |
| MTV Europe Music Awards  | 2023 | Mejor canción                              | «Seven» (featuring Latto)           | Pendiente | [ 59 ] |
| MTV Europe Music Awards  | 2023 | Mejores fanáticos                          | Jungkook                            | Pendiente | [ 59 ] |
| MTV Europe Music Awards  | 2023 | Mejor K-pop                                | Jungkook                            | Pendiente | [ 59 ] |
| MTV Video Music Awards   | 2022 | Canción del verano                         | «Left and Right» (con Charlie Puth) | Nominado  | [ 60 ] |
| MTV Video Music Awards   | 2023 | Canción del verano                         | «Seven» (featuring Latto)           | Ganador   | [ 61 ] |
| People's Choice Awards   | 2022 | La colaboración de 2022                    | «Left and Right» (con Charlie Puth) | Ganador   | [ 62 ] |
| People's Choice Awards   | 2022 | El video musical de 2022                   | «Left and Right» (con Charlie Puth) | Nominado  | [ 63 ] |
| Seoul Music Awards       | 2023 | Elección del año de los fanáticos – abril  | Jungkook                            | Nominado  | [ 64 ] |